# Гладка Лідія Всеволодівна
Лідія Всеволодівна Гладка (нар. 19 жовтня 1918, місто Одеса — 2009, місто Одеса) — радянська партійна діячка, секретар ЦК ЛКСМУ, секретар Одеського обласного комітету КПУ, директор Одеської кіностудії, член Спілки кінематографістів Української РСР.

## Життєпис
У 1941 році закінчила історичний факультет Одеського університету.
Під час німецько-радянської війни перебувала в евакуації в східних районах СРСР. Член ВКП(б).
Після повернення до Одеси з 1944 року — комсомольський організатор ЦК ЛКСМУ в Інституті іноземних мов, комсомольський організатор ЦК ЛКСМУ Одеського університету.
До жовтня 1947 року — секретар Одеського обласного комітету ЛКСМУ.
10 жовтня 1947 — 1954 року — секретар ЦК ЛКСМУ.
У 1954—1961 роках — секретар Одеського міського комітету КПУ.
У 1961—1963 роках — директор Одеської кіностудії.
10 січня 1963 — 4 грудня 1964 року — секретар Одеського промислового обласного комітету КПУ з ідеології.
4 грудня 1964 — 1965 року — заступник голови виконавчого комітету Одеської обласної ради.
17 липня 1965 — 6 жовтня 1970 року — секретар Одеського обласного комітету КПУ з ідеології.
З 1970 року — завідувач кафедри наукового комунізму Одеського інституту. Член Спілки кінематографістів Української РСР.
З 1991 року — на пенсії в місті Одесі.

## Нагороди
- орден Трудового Червоного Прапора
- орден «Знак Пошани» (7.03.1960)
- ордени
- медалі